# Siaugues-Sainte-Marie

Siaugues-Sainte-Marie este o comună în departamentul Haute-Loire, Franța. În 2009 avea o populație de 802 de locuitori.